# Nowa Zburjiwka
Nowa Zburjiwka (ukr. Нова Збур'ївка) – wieś na Ukrainie, w obwodzie chersońskim, w rejonie skadowskim, w hromadzie Hoła Prystań. W 2001 liczyła 7489 mieszkańców, spośród których 6627 wskazało jako ojczysty język ukraiński, 735 rosyjski, 12 mołdawski, 2 bułgarski, 9 białoruski, 65 ormiański, 22 romski, a 19 inny.